# Sváb Judit magyar királyné
Judit (valószínűleg Goslar, 1054. április 9. – 1105. március 14.) német-római hercegnő, később Salamon magyar királlyal kötött házassága révén magyar királyné.

## Élete
1047. április 9-én született, valószínűleg Ravennában, Észak-Itáliában – más adatok szerint a Goslarban, a Szász Hercegségben. Édesapja III. Henrik német-római császár (1017–1056), édesanyja Poitoui Ágnes (kb. 1025–1077), apai nagyszülei II. Konrád német-római császár (kb. 990–1039) és Gizella sváb hercegnő (999-1043), anyai nagyszülei V. Vilmos aquitániai herceg (969–1030) és Ágnes burgundi grófnő (kb. 995–1068).
1058 szeptemberében az apja és I. András magyar király között kötött béke értelmében a későbbi Salamon magyar királlyal jegyezték el, de a házasságkötésre csak 1063-ban kerülhetett sor.
I. András halála után, 1060-ban annak özvegyével és vőlegényével együtt Németországba menekült bátyjához, IV. Henrik német-római császárhoz, ahonnan német kísérettel tért vissza Fehérvárra, ahol a főpapok és a főurak Salamont másodszor is királlyá koronáztatták. 
Judit a mogyoródi csata után, 1074-ben az akkor Mosonban székelő királyi udvarban húzódott meg, majd férje bukása és IV. Henrik sikertelen magyarországi hadjárata után a császár kíséretében Németországba tért vissza. 1084-ben, tíz évvel később Salamon felkereste ugyan feleségét Regensburgban, Judit azonban nem volt hajlandó elfogadni őt férjének, és elzavarta.
Négy évvel később, 1088-ban halottnak tekintette férjét és Ulászló Hermann lengyel fejedelemhez ment feleségül. Maga Bambergi Szent Ottó püspök kísérte őt Lengyelországba, ahol ezután a Gniezno-i udvarban élt. Valószínűleg 1092 és 1096 között halt meg, egyes források szerint március 14-én. Salamonnal kötött házasságából egy Zsófia nevű leánya († kb. 1100) született, aki ismeretlen időpontban Poppo von Berg-Schelklingen német herceghez ment férjhez.
Második házasságából három leánygyermek született:
- leány (1088 után – 1112 után), 1108 után kötött házasságot Szvjatopolkovics I. Jaroszláv vlagyimiri fejedelemmel (aki 1112-1118 között volt hatalmon)
- Ágnes (1089/90 – 1126/27), apáca Quedlinburgban és Gandersheimben
- Adelheid (1090/91 – 1127), férje Diepold III. von Vohburg